# Juniperus komarovii
Juniperus komarovii ist eine Pflanzenart aus der Familie der Zypressengewächse (Cupressaceae). Sie ist in China und dem Südosten Russlands heimisch.

## Beschreibung
Juniperus komarovii wächst als immergrüner Baum, der Wuchshöhen von bis zu 20 Metern erreichen kann. Es wird normalerweise nur ein Stamm ausgebildet. Die hängenden Äste bilden eine offene, unregelmäßig geformte Krone. Die locker angeordneten, im Querschnitt bis zu 1,5 Millimeter dicken, halbrunden oder viereckigen Zweige gehen gerade oder gebogen von den Ästen ab. Die Borke ist anfangs bräunlich grau gefärbt und bleicht mit zunehmendem Alter aus.
Die schuppenartigen Blätter sind bei einer Länge von 1,5 bis 6 Millimetern dreieckig-eiförmig bis dreieckig-lanzettförmig geformt. Die Spitze ist spitz zulaufend und leicht gekrümmt. An der Basis der Blattunterseite befindet sich eine eiförmige oder elliptische Drüse. Die Blätter stehen kreuzgegenständig oder gelegentlich auch in Dreierwirteln an den Zweigen.
Juniperus komarovii ist einhäusig (monözisch). Die männlichen Blütenzapfen sind bei einem Durchmesser von 2 bis 3 Millimetern eiförmig bis kugelig geformt. Sie enthalten normalerweise zehn Mikrosporophylle mit je zwei bis drei Pollensäcken. Die Beerenzapfen sind bei einer Dicke von 0,8 bis 1,2 Zentimetern eiförmig bis annähernd kugelig geformt. Sie sind zur Reife hin purpurschwarz bis schwarz gefärbt und bereift. Jeder Zapfen trägt ein Samenkorn. Die gefurchten Samen sind bei einer Länge von 6 bis 8,5 Millimetern eiförmig geformt.

## Verbreitung und Standort
Das natürliche Verbreitungsgebiet von Juniperus komarovii liegt in China und den Südost-Russland. Es umfasst in China den Südosten Gansus, den Süden Qinghais sowie den Nordwesten Sichuans. In Russland findet man die Art im südlichen Teil der Region Primorje.
Juniperus komarovii gedeiht in Höhenlagen von 3000 bis 4000 Metern. Man findet die Art in Wäldern, welche an trockenen und steilen Berghängen wachsen. Sie bildet unter anderem Mischbestände mit Juniperus pingii.

## Nutzung
Das Holz von Juniperus komarovii wird in einigen buddhistischen Klöstern als Räucherwerk verbrannt.

## Systematik
Die Erstbeschreibung als Juniperus komarovii erfolgte 1927 durch Carl Rudolf Florin in Acta Horti Gothoburgensis, Band 3(1), Seiten 3–5, Tafel 1: 1-3. Synonyme für Juniperus komarovii Florin sind Juniperus glaucescens Florin und Sabina komarovii (Florin) W.C. Cheng & W.T. Wang.

## Gefährdung und Schutz
Juniperus komarovii wird in der Roten Liste der IUCN als  „gering gefährdet“ eingestuft. Es wird jedoch darauf hingewiesen, dass eine erneute Überprüfung der Gefährdung notwendig ist.